# Joseph Duquet
Pour les articles homonymes, voir Duquet.
Joseph Duquet (18 septembre 1815 – 21 décembre 1838) était un notaire dans le Bas-Canada. Il a été exécuté pour sa participation dans la Rébellion du Bas-Canada.

## Biographie
Il est né à Châteauguay, au Bas-Canada en 1815. Il a fait les études au Petit Séminaire de Montréal et le Collège de Chambly. Duquet fut reçu comme notaire avec Joseph-Narcisse Cardinal et a ensuite étudié avec François-Marie-Thomas Chevalier de Lorimier. En 1837, il a continué son entraînement comme un notaire avec son oncle Pierre Paul Demaray à Dorchester (plus tard Saint-Jean-sur-Richelieu). Démaray a été arrêté pour haute trahison en novembre de 1837, mais a été libéré par un groupe de Patriotes pendant qu'il était accompagné à la prison à Montréal. Duquet a aidé la fuite de son oncle aux États-Unis. Après une altercation au Coin de Moore, il s'est enfui à Swanton (Vermont). En février de 1838, il a pris part à une invasion du Bas-Canada par Robert Nelson.
Duquet est revenu au Bas-Canada en juillet de 1838 après qu'une amnistie a été proclamée. Il a alors aidé à recruter des membres pour les frères chasseurs et a organisé un pavillon à Châteauguay. Il a été capturé avec Joseph-Narcisse Cardinal à Kahnawake quand ils ont essayé d'avoir des armes des gens de la place. À la cour en novembre de 1838, il a été condamné à mort pour le crime de haute trahison avec une recommandation pour la clémence exécutive.
Il a été pendu à Montréal en décembre de 1838 et enterré dans le vieux cimetière catholique. En 1858, ses restes ont été déplacés au Cimetière Notre-Dame-des-Neiges et enterrés sous un monument dévoué au Patriotes de 1837-8.